# Alloplitis typhon
Alloplitis typhon är en stekelart som beskrevs av Nixon 1965. Alloplitis typhon ingår i släktet Alloplitis och familjen bracksteklar. Inga underarter finns listade i Catalogue of Life.